# 서울월곡초등학교
서울월곡초등학교는 대한민국 서울특별시 성북구 장위동에 위치한 공립 초등학교이다.

## 학교 연혁
- 1972년 7월 14일 서울월곡초등학교 개교(26학급 1939명)
- 2001년 12월 10일 교재원 조성, 학교 공원화 사업 완료
- 2004년 8월 31일 인라인 스케이트장 설치, 보건실 현대화 완료
- 2005년 2월 20일 토의토론실 설치
- 2005년 8월 20일 도서실 리모델링 완공
- 2005년 9월 1일 제14대 백낙신 교장 취임
- 2006년 8월 31일 과학실 현대화, 교실 바닥 및 복도 개보수
- 2008년 6월 20일 교실 냉난방 개선 사업 완공(64실)
- 2008년 10월 13일 학교 잔디 운동장 조성 사업
- 2009년 3월 1일 제15대 박신용 교장 취임
- 2010년 3월 2일 복합체육관 완공
- 2010년 5월 5일 학교 공원화 사업 완료
- 2012년 3월 1일 서울형 혁신학교 선정(~ 2015학년도)
- 2012년 9월 3일 Wee클래스 설치
- 2012년 10월 8일 야외도서관 설치
- 2016년 3월 1일 혁신학교 재지정
- 2017년 9월 1일 꾸미고 꿈꾸는 화장실(본관) 개선공사, 본관 창호 교체 공사
- 2017년 11월 1일 운동장 출입구 및 학생 쉼터 환경 개선 공사
- 2019년 2월 18일 제19대 윤재혁 교장 취임
- 2022년 7월 14일 개교 50주년

## 참고 자료
- 서울월곡초등학교 - 한국교육학술정보원 학교알리미